# Magnolia elliptigemmata
Espèce
Statut de conservation UICN

 NT  : Quasi menacé
Magnolia elliptigemmata est une espèce de plantes à fleurs de la famille des Magnoliacées. C'est un arbre endémique de Chine.

## Description
C'est un arbre.

## Répartition et habitat
L'espèce est endémique de Chine.